# Refúgio de Vida Silvestre de Santa Cruz

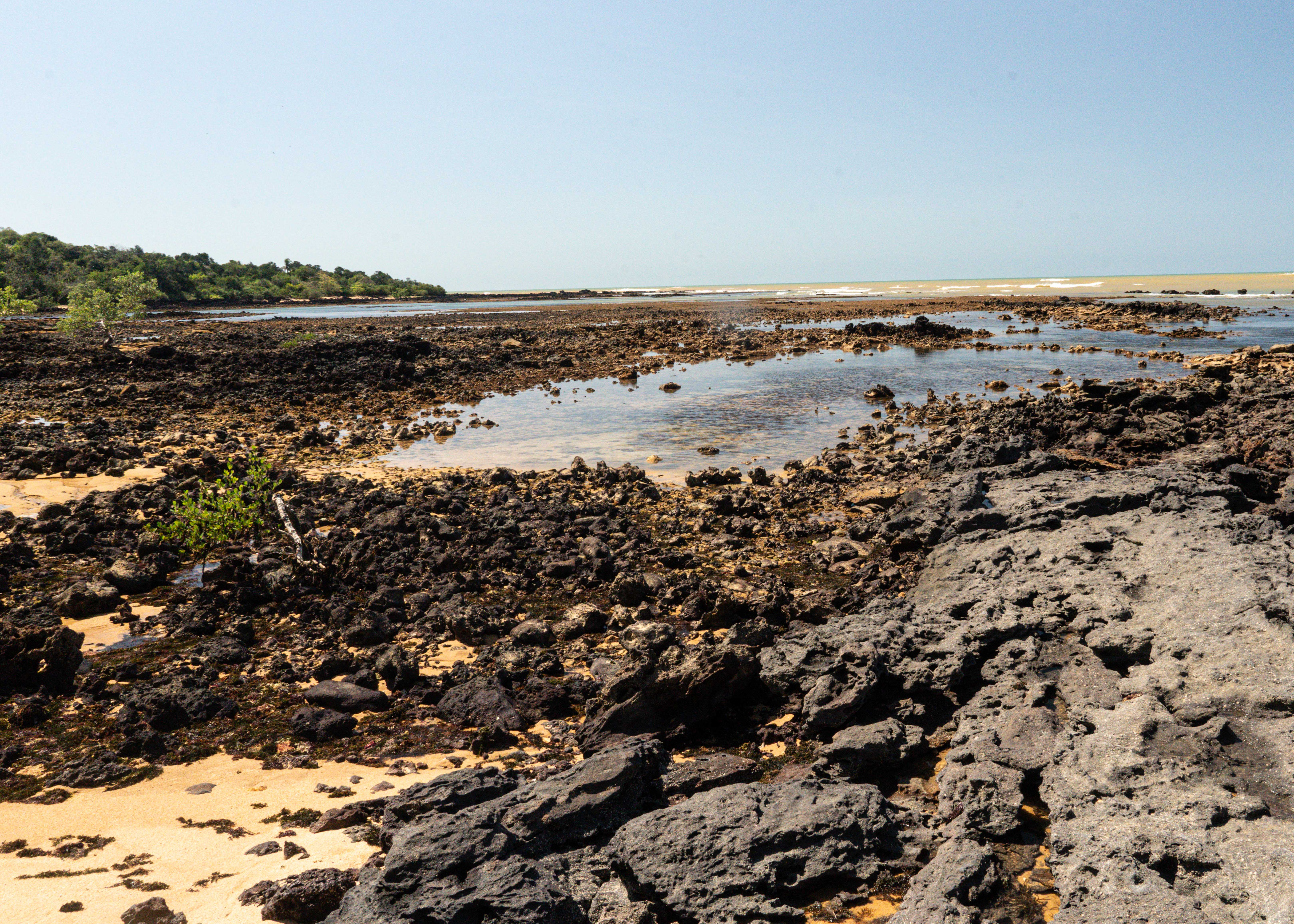
Rochas coraceas lateríticas na Praia de Gramuté, limite sul da REVIS de Santa Cruz

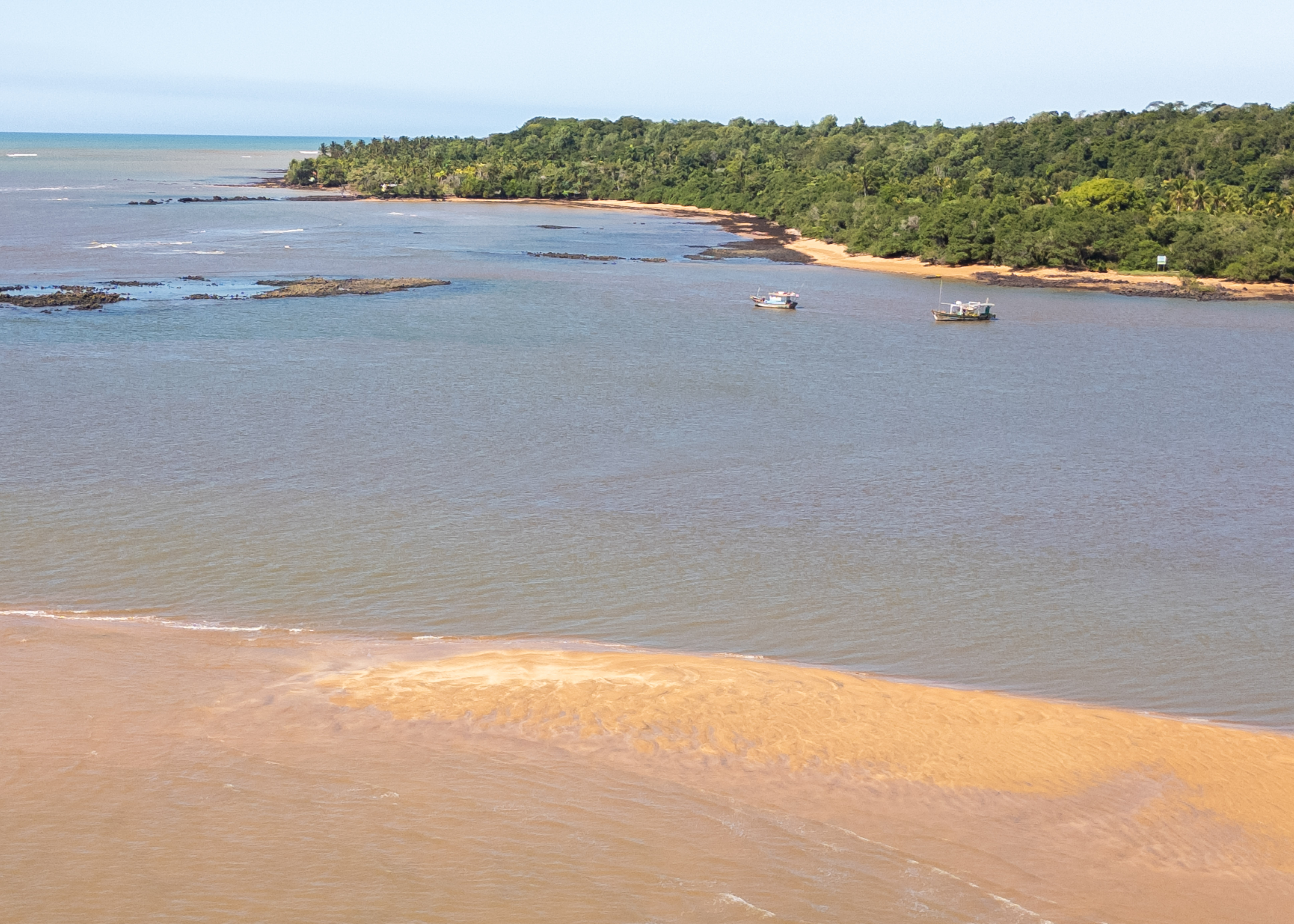
Área do limite norte da REVIS de Santa Cruz, Praia dos Imigrantes

O Refúgio de Vida Silvestre (REVIS) de Santa Cruz é uma Unidade de Conservação (UC) Federal inserida no sistema Costeiro-Marinho e bioma Mata Atlântica, pertence  ao  grupo  de  Unidades de Conservação de Proteção Integral, ou seja, o  objetivo básico  é  preservar  a  natureza, sendo  admitido  apenas  o uso  indireto  dos  seus recursos naturais, com exceção dos casos previstos na Lei Federal nº 9.985/2000, que institui o Sistema Nacional de Unidades de Conservação da Natureza (SNUC). 
O Refúgio de Vida Silvestre de Santa Cruz  encontra-se  localizado  no litoral  do estado do Espírito Santo, entre a foz do rio Preto, limite dos municípios de Fundão e Aracruz, até  a  foz do rio Piraquê-açu, sendo  que  mais  de 99%  de  seu  território corresponde a área marinha, englobando também uma faixa terrestre destes municípios que resguardam pequenos trechos de Mata Atlântica (manguezal e restinga).

## Caracterização da área
O Refúgio de Vida Silvestre de Santa Cruz possui 17.741 ha de área, e é circundado pela Área de Proteção Ambiental (APA) Costa das Algas, os biomas que o compõem a unidade são Mata Atlântica e Marinho. Ambas UCs foram criadas em 2010 com o objetivo de proteger os ambientes naturais da região, que apresentam elevada biodiversidade associada à ocorrência de bancos e pradarias de algas marinhas, sendo indicada pelo Ministério do Meio Ambiente (MMA) como área prioritária para conservação da biodiversidade. 
A área marinha da unidade de conservação é confrontante aos municípios de Aracruz, Fundão e Serra; e abrange os ambientes marinhos da plataforma continental até a profundidade aproximada de 45m, distando o limite marinho da UC, em relação à costa, cerca de 9,7 milhas náuticas (17,96km).
Os fundos de Areia e Lama constituem grande parte da unidade, seguidos dos Recifes e da Plataforma de Abrasão. A sedimentação na região costeira até a profundidade de 35m é composta, predominantemente, por sedimentos terrígenos oriundos dos sistemas fluviais costeiros. Com o aumento da profundidade e o distanciamento da costa, a sedimentação torna-se carbonática, composta por sedimentos originados no próprio ambiente marinho, com a presença de bancos de rodolitos e estruturas recifais. 
A APA Costa das Algas e o REVIS de Santa Cruz apresentam grande variedade de macroalgas marinhas, calcárias e não calcárias, incrustantes e articuladas, da linha de praia até profundidades próximas aos 100 metros, no caso das luminárias, proporcionando substrato, abrigo e alimentação para diversificada fauna bentônica, demersal e pelágica na região. Observa-se, ainda, uma variedade de fisionomias do relevo submarino, com a ocorrência predominante de sedimentos biodetríticos e biolitoclásticos e também de recifes lateríticos, bancos de rodolitos, paleocanais e sedimentos litoclásticos.
O território dessas unidades de conservação apresenta uma grande diversidade e riqueza de habitats, o que proporciona uma variedade de recursos pesqueiros, tais como as etnoespécies peroá, pargo, pescadinha, badejos, garoupas, camarões, baiacu, corvina, sargos, goete,olho-de-boi, anchova, linguado, bagres, roncador, cabrinha, maria-luiza, trilha, cherne, sarda, lagostas, caranguejos, lula, polvo, siri-lagosta, mariscos, arraias, dourado, cioba e cações, entre outros. Muitas dessas espécies residem na região e outras ocupam temporariamente o território em suas migrações.
Por se tratar de uma UC de proteção integral, o REVIS de Santa Cruz possui regras mais rígidas quanto à visitação e uso de recursos, com o objetivo de minimizar interferências humanas e preservar espécies ameaçadas ou em perigo. Segundo seu decreto de criação e as normas do Plano de Manejo, na área do REVIS não pode haver pesca amadora/esportiva. Somente pesca profissional de pequena escala (com barcos de no máximo 9,5 metros onde o arrasto também é proibido), e restrições para a pesca de emalhe até 1000 metros a partir da linha de praia.

## História
A primeira iniciativa de criação de uma unidade de conservação na região surgir em 1999, quando o movimento conservacionista local, liderado pelas instituições Associação de Amigos do Piraquê-açu (AMIP), Estação Biologia Marinha Ruschi (EBMAR) e Instituto Orca, questionou a emissão de licenças ambientais para a realização de atividades de exploração de calcário biodetrítico marinho, apresentando ao IBAMA no ano de 2000 a proposta de criação de uma Área de Proteção Ambiental. 
O primeiro projeto de uma Unidade de Conservação (UC) Marinha Federal na região ocorreu em 2003, sendo proposto primeiramente um Parque Nacional Marinho (PARNAM), elaborado por ambientalistas locais em resposta a um projeto de instalação de uma empresa de exploração de algas calcárias, que visava dragar o fundo marinho, numa região com altíssima diversidade de algas calcárias do país.  
A proposta de Parque Nacional não progrediu na aceitabilidade dos moradores locais devido, principalmente, às características restritivas à atividade pesqueira. A partir de intensas entre o órgão ambiental proponente e consulta às comunidades de pescadores locais, chegou-se a um denominador comum, reformulando-se a proposta para duas categorias de UCs mais compatíveis com a realidade local: uma Área de Proteção Ambiental (APA) e um Refúgio de Vida Silvestre (REVIS). 

## Decreto
O Refúgio de Vida Silvestre de Santa Cruz foi criada por Decreto Presidencial sem número de 17 de junho de 2010 (Decreto de Criação da REVIS de Santa Cruz)  e tem por finalidade o alcance dos seguintes objetivos: 
I - proteger a diversidade biológica e os ambientes naturais, principalmente os fundos colonizados por algas, invertebrados e a fauna bentônica associada, às espécies residentes e migratórias que utilizam a área para alimentação, reprodução e abrigo, os manguezais e vegetação costeira e as formações sedimentares bioclásticas e litoclásticas, importantes para a estabilidade da orla marítima; 
II - valorizar o uso turístico, recreacional e educativo da orla marítima através de ordenamento do seu uso e ocupação para assegurar a compatibilidade entre a utilização da terra e os recursos naturais; e 
III - contribuir para a recuperação dos recursos biológicos e para a sustentabilidade das atividades pesqueiras e extrativistas de subsistência e de pequena escala praticadas pelas comunidades costeiras da região no entorno da Unidade de Conservação

## Proteção Ambiental
A APA Costa das Algas e o REVIS de Santa Cruz compartilham o mesmo território e são geridos de forma integrada pelo Instituto Chico Mendes de Conservação da Biodiversidade (ICMBio). Para garantir a proteção ambiental e a gestão sustentável deste território, diversas iniciativas são adotadas. Entre as principais ações desenvolvidas, destacam-se: a fiscalização ambiental; a manifestação e o acompanhamento do licenciamento ambiental; o ordenamento e a autorização de pesquisas científicas; o monitoramento da visitação nas praias; a gestão socioambiental, que inclui ações educativas e de comunicação, reuniões regulares do Conselho Gestor e participação em outros fóruns locais e regionais de políticas públicas e o Programa de Voluntariado. 
Tais ações contribuem para a conservação da biodiversidade e o uso sustentável dos recursos naturais das unidades de conservação, envolvendo a comunidade e outras partes interessadas nas atividades de proteção ambiental e na formulação de soluções para a conservação e o manejo dessas áreas.

## Impactos Negativos
O território das Unidades de Conservação da Costa das Algas abrange praias de grande beleza cênica, porém a ação humana coloca em risco os atributos naturais dessas áreas protegidas. Dentre os principais problemas destacam-se:
- Abandono e descarte do lixo (resíduos sólidos) em locais inadequados;
- Desmatamento da vegetação costeira;
- Presença e introdução de espécies exóticas invasoras que causam a contaminação biológica podendo levar à extinção de espécies nativas;
- Turismo desordenado, com churrascos na praia e veículos estacionados sobre a vegetação;
- Exploração e coleta ilegal de areia, conchas, peixes e plantas ornamentais, rochas, fauna marinha, dentre outros, urbanização desordenada sem os serviços de saneamento básico, provocando a contaminação dos corpos hídricos;
- Instalação de indústrias e outros empreendimentos no entorno que causam impactos ambientais e comprometem a paisagem e a qualidade ambiental.

Para minimizar essas ameaças é necessário que o uso das praias e do ambiente marinho se dê de forma organizada, com adoção de boas práticas de cuidado e respeito com a natureza. Para isso, é indispensável que visitantes, pescadores e comunidade local estejam atentos às normas do Plano de Manejo da APA e do REVIS.
É importante ressaltar a preocupação com a pesca de arrasto do camarão no REVIS de Santa Cruz, prática proibida pelo Decreto de Criação e Plano de Manejo da Unidade a pesca com redes de emalhe praticadas em desacordo com a legislação é uma preocupação comum à APA Costa das Algas e REVIS que podem enredar tartarugas marinhas, pequenos cetáceos, lagostas e organismos bentônicos. Parte das redes pode acabar presa ao ambiente, danificando o habitat dos organismos bentônicos e causando poluição por resíduos sintéticos. O cerco industrial também é uma modalidade de pesca proibida na APA Costa das Algas. 

O ambiente marinho da região também sofreu impacto significativo com o desastre da Samarco, em 2015, quando uma pluma de rejeitos da mineração foi lançada na rede hidrográfica da bacia do rio Doce a partir do rompimento das barragens de mineração de Fundão, em Mariana-MG, atingindo o mar e causando significativa contaminação da água, sedimentos e organismos diversos.

## Ligações Externas
Site oficial: https://www.gov.br/icmbio/pt-br/assuntos/biodiversidade/unidade-de-conservacao/unidades-de-biomas/marinho/lista-de-ucs/apa-costa-das-algas
Galeria de imagens: https://www.flickr.com/photos/199708600@N02/